# 埼玉医科大学国際医療センター
埼玉医科大学国際医療センター（さいたまいかだいがくこくさいいりょうセンター）は、埼玉県日高市に所在する、埼玉医科大学付属の病院である。

## 特徴
埼玉医科大学日高キャンパスにあり、がん・心臓病・脳血管障害といった生活習慣病に対応する高度専門特殊医療や救命救急医療の提供を目的としている。病院は、丘陵部を切り開いて設置されている。日本では数少ない診療科の腫瘍内科や精神腫瘍科（緩和ケア科）、日本初の小児脳脊髄腫瘍部門を置いている。
埼玉医科大学国際医療センターの開設に合わせて埼玉医科大学病院から心臓病センター各診療科と臨床腫瘍科等の一部の診療科を同医療センターに移転した。それまで埼玉医科大学病院が心臓移植実施認定施設であったが2010年7月5日に同医療センターが心臓移植実施認定施設に認定され心臓移植施設も同医療センターへと移転した。
2010年4月1日に埼玉県内3例目となる病弱・身体虚弱特別支援学級（以下、院内学級）が設置されている。この院内学級は、日高市立高麗川小学校病弱・身体虚弱特別支援学級といい、日高市立高麗川小学校の分校として設置されている。埼玉医科大学国際医療センターに長期入院し、学校の授業を受けることのできない児童のために、希望する児童に授業を行い、入院中の児童に教育の機会を確保するとともに入院生活に変化を持たせて治療効果の向上にも寄与しようとして設置された。

## 認定等
- 入院病床600床
- がん診療連携拠点病院
- 救命救急センター
- 心臓移植実施認定施設
- 埼玉県災害拠点病院
- 救急指定病院
- チーム医療
- 埼玉県特別機動援助隊（埼玉SMART）
- 災害派遣医療チーム（DMAT）

## 診療科

### 包括的がんセンター
- 脳脊髄腫瘍科
  - 小児脳脊髄腫瘍部門
- 小児腫瘍科
- 造血器腫瘍科
- 骨盤腫瘍科
  - 婦人科腫瘍科
  - 泌尿器腫瘍科
- 乳腺腫瘍科
- 皮膚腫瘍科・皮膚科
- 骨軟部組織腫瘍科・整形外科
- 眼科腫瘍科
- 頭頸部腫瘍科・耳鼻咽喉科
- 形成外科
- 歯科口腔外科
- 腫瘍内科
- 緩和療法科
- 精神腫瘍科
- 放射線腫瘍科
- 病理診断科
- 消化器病センター
  - 消化器内科
  - 消化器外科
- 呼吸器病センター
  - 呼吸器内科
  - 呼吸器外科
- 内視鏡検査治療センター
- 前立腺センター
- 通院治療センター
- がん看護専門外来

### 心臓病センター
- 心臓内科
- 心臓血管外科
- 小児心臓外科
- 小児心臓科
- 難治性心不全治療センター
- 心臓リハビリテーション科

### 救命救急センター
- 救命救急センター・外傷センター
  - 救命救急科
- 脳卒中センター
  - 脳卒中内科
  - 脳卒中外科
  - 脳血管内治療科
- 小児救急センター
  - 小児救命救急科
  - 小児外科

### 共通部門
- 麻酔科
- 画像診断科
- 核医学科
- 運動・呼吸器リハビリテーション科

## アクセス
バス
以下の駅から路線バスが運行されている。いずれも「埼玉医大国際医療センター」下車。
- 西武池袋線
  - 飯能駅（国際興業バス）
  - 高麗駅（国際興業バス）
- JR川越線・八高線
  - 高麗川駅（国際興業バス）
- 東武越生線
  - 東毛呂駅（川越観光バス）

タクシー
川越線・八高線高麗川駅、東武越生線東毛呂駅よりタクシーで15分程度。

## 関連医療機関
- 埼玉医科大学病院（965床）
- 埼玉医科大学総合医療センター（1,053床）